# OOoOO
oOoOO (prononcé « oh ») est un projet de witch house et chillwave, américain, originaire de San Francisco, en Californie. Il est formé par Christopher Dexter Greenspan en 2008.

## Biographie
Influencé par des artistes et musiciens tels que Jana Hunter (en) et Matteah Baim, oOoOO est souvent reconnu comme étant un pionnier du genre witch house, au même titre que des groupes comme White Ring et Salem. Le premier album non-titré d’oOoOO, conçu à partir d’un disque compact enregistrable de six chansons incluant des morceaux réalisés précédemment, sort au début de l’année 2010 sous le label Disaro Records. Son exploitation se limite à une centaine d’exemplaires, chacun disposant d’une jaquette différente toutes créées par Greenspan lui-même.
Son premier EP éponyme sort en octobre 2010 au format vinyle et est distribué par le label Tri Angle Records. Son deuxième maxi, Our Loving is Hurting Us, est commercialisé en avril 2012. L’année suivante, le premier album studio ou long jeu d’oOoOO, intitulé Without Your Love, paraît au mois de juin et est soutenu par Nihjgt Feelings, label cofondé par Greenspan et situé en Turquie. En outre, la maison de disques Bathetic Records ajoute ses compositions No Shore et Cold à Dark as Night, une compilation partagée au format cassette et regroupant quatre autres artistes. oOoOO a également participé à la création du morceau Seaww avec les White Ring, qui est édité en tant que single-split par le label suédois Emotion Records, ainsi qu’à l’élaboration d’un remix pour la chanson I Live for the Day de Lindsay Lohan pour sa propre mixtape, Let Me Shine for You, parrainée par Tri Angle Records.

## Discographie

### Albums studio
- 2013 : Without Your Love[6]| Liste des chansons | Liste des chansons | Liste des chansons | Liste des chansons | Liste des chansons | Liste des chansons | Liste des chansons | Liste des chansons | Liste des chansons | Liste des chansons |
| No                 | Titre              | Durée              |                    |                    |                    |                    |                    |                    |                    |
| ------------------ | ------------------ | ------------------ | ------------------ | ------------------ | ------------------ | ------------------ | ------------------ | ------------------ | ------------------ |
| 1.                 | Sirens             | 5:43               |                    |                    |                    |                    |                    |                    |                    |
| 2.                 | Stay Here          | 4:05               |                    |                    |                    |                    |                    |                    |                    |
| 3.                 | 3:51 AM            | 2:46               |                    |                    |                    |                    |                    |                    |                    |
| 4.                 | Without Your Love  | 3:15               |                    |                    |                    |                    |                    |                    |                    |
| 5.                 | On It              | 3:52               |                    |                    |                    |                    |                    |                    |                    |
| 6.                 | Crossed Wires      | 3:37               |                    |                    |                    |                    |                    |                    |                    |
| 7.                 | Mouchette          | 3:21               |                    |                    |                    |                    |                    |                    |                    |
| 8.                 | The South          | 3:08               |                    |                    |                    |                    |                    |                    |                    |
| 9.                 | Misunderstood      | 4:36               |                    |                    |                    |                    |                    |                    |                    |
| 10.                | 5:51 AM            | 1:23               |                    |                    |                    |                    |                    |                    |                    |
| 11.                | Across a Sea       | 5:01               |                    |                    |                    |                    |                    |                    |                    |
| 40:47              |                    |                    |                    |                    |                    |                    |                    |                    |                    |

### EP
- 2010 : CD-R sans titre
- 2010 : oOoOO[7]
- 2012 : Our Loving is Hurting Us[8]

### Singles
- 2010 : Roses / Seaww (avec les White Ring)

### Remixes
- 2010 : The Big Pink – Tonight (oOoOO Remix)
- 2010 : HIM – Shatter Me with Hope (oOoOO Remix)
- 2010 : Salem – Asia (oOoOO Remix)
- 2010 : Marina and the Diamonds - Obsessions (oOoOO Remix)
- 2012 : o F F Love - CloseToU (oOoOO Remix)
- 2012 : Danny Brown - Grown Up (oOoOO Remix)